# Phausis inaccensa
Phausis inaccensa är en skalbaggsart som beskrevs av Leconte 1878. Phausis inaccensa ingår i släktet Phausis och familjen lysmaskar. Inga underarter finns listade i Catalogue of Life.